# Tadeusz Lewandowski (ur. 1953)
Tadeusz Lewandowski (ur. 16 października 1953 r. w Bystrzycy Kłodzkiej) – polski teoretyk wojskowości, specjalizujący się w sztuce wojennej, informatyce, bezpieczeństwie i ochronie informacji, metodyką nauczania informatyki; nauczyciel akademicki związany z uczelniami w Sudetach.

## Życiorys
Urodził się w 1953 roku. Dzieciństwo i wczesną młodość spędził na ziemi kłodzkiej. Po ukończeniu kolejno szkoły podstawowej i średniej, jak i pomyślnie zdanym egzaminie maturalnym, podjął studia na Wydziale Cybernetyki Wojskowej Akademii Technicznej w Warszawie. Zakończył je w 1977 roku zdobyciem tytułu zawodowego magistra inżyniera cybernetyki w specjalności projektowanie i organizacja systemów informatycznych. W tym samym roku przeprowadził się na stałe do Jeleniej Góry, gdzie został nauczycielem akademickim w Wyższej Oficerskiej Szkole Radiotechnicznej im. kpt. Sylwestra Bartosika. Stopień naukowy doktora nauk wojskowych uzyskał w 1987 roku w Akademii Sztabu Generalnego im. gen. broni Karola Świerczewskiego na podstawie pracy pt.
Modelowanie działań środków napadu powietrznego z wykorzystaniem symulacji komputerowej.
Zajmował się naukowo i dydaktycznie zagadnieniami z dziedziny analizy systemowej, modelowania matematycznego, symulacji komputerowej, projektowania systemów informatycznych, doskonalenia procesu zarządzania i kształcenia uczelni. Po rozwiązaniu jeleniogórskiej szkoły radiotechnicznej rozpoczął pracę na stanowisku adiunkta w Wałbrzyskiej Wyższej Szkole Zarządzania i Przedsiębiorczości, a od 2010 roku jest zatrudniony w Karkonoskiej Państwowej Szkoły Wyższej w Jeleniej Górze. W 2015 roku został prorektorem tej uczelni.
Aktualnie interesuje się zagadnieniami bezpieczeństwa, szczególnie bezpieczeństwa informatycznego. Autor wielu oryginalnych prac twórczych, artykułów w periodykach, zeszytach naukowych i materiałach konferencyjnych oraz programów kształcenia. Zna biegle język francuski. W 2013 roku. odbył staż dydaktyczny w ramach programu Erasmus w Paryżu na Université Paris 13 w Instytucie L'Institut Galilée. Za całokształt działalności naukowo-dydaktycznej odznaczony m.in. Złotym Krzyżem Zasługi RP i Medalem Komisji Edukacji Narodowej.